# گروه صنعت هوانوردی چنگدو

نمایی از جنگندهٔ چینی J-71 محصولی از گروه صنعت هوانوردی چنگدو - ۲۰۰۸

گروه صنعت هوانوردی چنگدو (به انگلیسی: Chengdu Aircraft Industry Group) یک شرکت تولیدکننده هواپیمای جنگنده در چین است که در سال ۱۹۵۸ تأسیس گردیده و همچنین یکی از اصلی‌ترین مراجع تولید جنگنده برای ارتش چین می‌باشد.